# ネロナムブル
「ネロナムブル」（朝鮮語: 내로남불）は、「自分がすればロマンス、他人がすれば不倫（내가 하면 로맨스, 남이 하면 불륜）」を略した言い回しで、「アシタビ」（아시타비、我是他非）とも言い、二重規範（ダブルスタンダード）を批判して用いられる韓国語の新造語である。日本語では、「自ロ他不」（じロたふ）と訳されることもある。
1990年代に、新韓国党の国会議員だった朴熺太（パク・ヒテ）が公的な席で初めて使用した後、政界において朴槿恵政権や文在寅政権への批判などに広く使われた。2020年には、『教授新聞』が、「今年の四字成語（올해의 사자성어）」として、「ネロナムブル」を漢字語に変えた新造語「アシタビ（我是他非）」を採択した。

## 語源
「ネロナムブル」は1990年代初頭、「他人がすればスキャンダル、私がすればロマンス（남이 하면 스캔들, 내가 하면 로맨스）」という形で主に使われた。このような形態は、1990年代半ばから後半に、相手側の言行の二重規範を批判する意味で「私がすれば芸術、他人がすれば猥褻（내가 하면 예술, 남이 하면 외설）」とか、「私がすれば娯楽、他人がすれば賭博（내가 하면 예술, 남이 하면 외설）」などといったパロディも登場した。様々な形で使われた「ネロナムブル」を公式の席上で初めて使用した人物は、新韓国党の国会議員であった朴熺太だった。1996年、大韓民国第15代総選挙の直後に少数与党（与小野大）の政局となっていた当時、新韓国党が無所属議員など11人を迎え入れると、野党であった新政治国民会議は新韓国党の「議員引き抜き（의원 빼가기）」を批判した。これに対して朴熺太は、「野党の主張は自分がすればロマンス、他人がすれば不倫。私が不動産をすれば投資、他人が買えば投機という式」だと反論した。この発言以後、「ネロナムブル」は「ロマンス」が入った形で確立された。

## 使用
「ネロナムブル」は、朴熺太による最初の使用の後、2015年7月に共に民主党の議員田炳憲（チョン・ビョンホン）が、与野党の紛争をめぐって朴槿恵大統領の話法を批判して使用し、公式の席上に再登場した。
文在寅政権以後では、2020年に『教授新聞』が「今年の四字成語」で「ナロナムブル」を漢字語に変えた「アシタビ」（我是他非）を選定した。現代に創作された四字成語が選ばれたのは今回が初めてであり、これを推薦した教授たちは、その理由として曹国事態、尹錫悦と秋美愛の対立、2019年のコロナウイルス感染症の流行などで明らかになった二重規範を挙げた。

## 評価
ロイターのシン・ヒョンヒ記者は、2021年ソウル市長補欠選挙における共に民主党の敗北の原因を「graft and sex abuse scandals in a party（党内における汚職と性的虐待スキャンダル）」に有権者が怒った結果だと評し、文在寅政権を一言で言う言葉として「Naeronambul」を使用し、原文のまま紹介した。『文化日報』の論説委員ファン・ソンギュ（황성규）は、「ネロナムブル」について、「自分と他人を別扱いし、是非を分けるような、偽善的な政治家とその周辺勢力たち」によって作られた言葉だとし、「造語法上に生まれてはならない言葉、おしゃべりな鬼胎語（조어법상 태어나지 않았어야 할 말, 시쳇말로 귀태어）」だとした。